# Salammbô (filme de 1925)
Salammbô é um filme mudo austro-francês de 1924 de drama histórico, realizado por Pierre Marodon, baseado no livro homónimo de Gustave Flaubert.

## Sinopse
Imediatamente após a Primeira Guerra Púnica, que Cartago perdeu, a cidade viu-se incapaz de pagar aos seus soldados. A situação chega ao limite quando, finalmente, os soldados de um regimento são extremamente maltratados e, como resultado, o seu líder, o soldado Matho (Rolla Norman), lidera uma rebelião. O escravo liberto Spendius (Henri Baudin) junta-se a ele.
Juntos marcham com os seus homens contra a cidade. Mas a sua sorte muda quando o senhor da Numídia, uma vez seu aliado, Narr' Havas (Raphael Levin), se volta contra Matho. Essa traição dá ao líder das tropas cartaginesas, Amílcar Barca (Victor Vina), a vantagem, especialmente porque Amílcar vê em Matho o sedutor de sua amada filha Salambo (Jeanne de Balzac). No dia do casamento de Matho com Salambo, Matho, preso nas garras dos seus oponentes, é torturado até a morte. Devastada, Salambo morre no cadáver de Matho.

## Elenco
- Jeanne de Balzac - Salambo
- Henri Baudin - Spendius
- Rolla Norman - Matho
- Adolf Weisse - Scharahabim
- Raphael Levin - Narr’ Havas
- Victor Vina - Amílcar Barca
- Albert de Kersten - Giscon